# Herrarnas 200 meter fjärilsim vid världsmästerskapen i kortbanesimning 2024
Herrarnas 200 meter fjärilsim vid världsmästerskapen i kortbanesimning 2024 avgjordes den 12 december 2024 i Donau Arena i Budapest i Ungern.
Guldet togs av kanadensiske Ilya Kharun efter ett lopp på 1 minut och 48,24 sekunder, vilket blev ett tangerat mästerskapsrekord. Silvret togs av italienske Alberto Razzetti och bronset togs av polske Krzysztof Chmielewski.

## Rekord
Inför tävlingens start fanns följande världs- och mästerskapsrekord:
|                   | Namn         | Nation | Tid     | Ort            | Datum            |
| ----------------- | ------------ | ------ | ------- | -------------- | ---------------- |
| Världsrekord      | Tomoru Honda | Japan  | 1.46,85 | Tokyo, Japan   | 22 oktober 2022  |
| Mästerskapsrekord | Daiya Seto   | Japan  | 1.48,24 | Hangzhou, Kina | 11 december 2018 |

Följande nya rekord noterades under mästerskapet:
| Datum       | Omgång | Namn        | Nationalitet | Tid     | Rekord |
| ----------- | ------ | ----------- | ------------ | ------- | ------ |
| 12 december | Final  | Ilya Kharun | Kanada       | 1.48,24 | 0=MR0  |

## Resultat

### Försöksheat
Försöksheaten startade klockan 09:48.
| Placering | Heat | Bana             | Namn                    | Nationalitet            | Tid     | Noteringar |
| --------- | ---- | ---------------- | ----------------------- | ----------------------- | ------- | ---------- |
| 1         | 5    | 4                | Alberto Razzetti        | Italien                 | 1.49,44 | 0Q0        |
| 2         | 3    | 6                | Ilya Kharun             | Kanada                  | 1.50,11 | 0Q0, 0NR0  |
| 3         | 3    | 2                | Krzysztof Chmielewski   | Polen                   | 1.50,39 | 0Q0        |
| 3         | 4    | 6                | Kregor Zirk             | Estland                 | 1.50,39 | 0Q0, 0NR0  |
| 5         | 3    | 4                | Trenton Julian          | USA                     | 1.50,58 | 0Q0        |
| 6         | 2    | 7                | Andrej Minakov          | Neutral Athletes B      | 1.50,62 | 0Q0        |
| 7         | 3    | 3                | Nicolas Albiero         | Brasilien               | 1.50,83 | 0Q0        |
| 8         | 3    | 5                | Richárd Márton          | Ungern                  | 1.51,79 | 0Q0        |
| 9         | 3    | 7                | Michał Chmielewski      | Polen                   | 1.51,83 | R          |
| 10        | 4    | 4                | Chad le Clos            | Sydafrika               | 1.51,89 | R          |
| 11        | 4    | 5                | Arbidel González        | Spanien                 | 1.51,92 | 0NR0       |
| 12        | 5    | 5                | Miguel Martínez         | Spanien                 | 1.52,63 |            |
| 13        | 4    | 3                | Clement Secchi          | Frankrike               | 1.52,72 |            |
| 14        | 4    | 1                | Dare Rose               | USA                     | 1.52,78 |            |
| 15        | 5    | 3                | Huang Zhiwei            | Kina                    | 1.52,88 |            |
| 16        | 5    | 1                | Jack Cassin             | Irland                  | 1.53,19 |            |
| 17        | 5    | 6                | Harrison Turner         | Australien              | 1.53,38 |            |
| 18        | 5    | 9                | Abdalla Youssef Nasr    | Egypten                 | 1.53,42 |            |
| 19        | 4    | 7                | Wang Kuan-hung          | Taiwan                  | 1.53,63 |            |
| 20        | 5    | 0                | Joshua Gammon           | Storbritannien          | 1.53,88 |            |
| 21        | 5    | 8                | Apostolos Siskos        | Grekland                | 1.53,90 |            |
| 22        | 4    | 2                | Alessandro Ragaini      | Italien                 | 1.55,23 |            |
| 23        | 3    | 9                | Yeziel Morales          | Puerto Rico             | 1.55,40 |            |
| 23        | 5    | 7                | Andreas Rizek           | Österrike               | 1.55,40 |            |
| 25        | 3    | 0                | Samuel Košťál           | Slovakien               | 1.55,63 |            |
| 26        | 4    | 8                | Marius Toscan           | Schweiz                 | 1.56,04 |            |
| 27        | 2    | 5                | Erick Gordillo          | Guatemala               | 1.56,15 |            |
| 28        | 3    | 1                | Polat Uzer Turnalı      | Turkiet                 | 1.56,42 |            |
| 29        | 1    | 4                | Maro Miknić             | Kroatien                | 1.57,13 |            |
| 30        | 2    | 1                | Maxim Skazobtsov        | Kazakstan               | 1.57,27 |            |
| 31        | 3    | 8                | Surasit Thongdeang      | Thailand                | 1.57,61 |            |
| 32        | 2    | 6                | Matin Balsini           | Flyktinglaget           | 1.58,51 |            |
| 33        | 4    | 9                | Heorhij Lukasjev        | Ukraina                 | 1.58,61 |            |
| 34        | 4    | 0                | Ardi Azman              | Singapore               | 1.59,24 |            |
| 35        | 2    | 4                | Elijah Daley            | Bermuda                 | 2.00,08 |            |
| 36        | 1    | 7                | Steven Aimable          | Senegal                 | 2.01,15 |            |
| 37        | 1    | 8                | Hashim Ahmed Faraj Haba | Irak                    | 2.01,91 |            |
| 38        | 2    | 9                | Ethan Stubbs-Green      | Nederländska Antillerna | 2.02,37 |            |
| 39        | 2    | 0                | Christian Jérôme        | Haiti                   | 2.03,77 |            |
| 40        | 1    | 2                | Mohammed Al-Zaki        | Saudiarabien            | 2.04,17 |            |
| 41        | 1    | 5                | Soud Alenezi            | Kuwait                  | 2.08,23 |            |
| 42        | 1    | 1                | Salem Sabt              | Förenade arabemiraten   | 2.08,89 |            |
| 43        | 1    | 6                | Mohamed Rihan Shiham    | Maldiverna              | 2.17,93 |            |
| 44        | 1    | 3                | Jaden Francis           | Guam                    | 2.22,47 |            |
|           | 2    | 2                | Diego Balbi             | Peru                    | 0DNS0   | 0DNS0      |
| 2         | 3    | Isak Brisenfeldt | Färöarna                |                         | 0DNS0   | 0DNS0      |
| 2         | 8    | Gerald Hernandez | Nicaragua               | 0DSQ0                   | 0DSQ0   |            |

### Final
Finalen startade klockan 18:06.
| Placering | Bana | Namn                  | Nationalitet       | Tid     | Noteringar  |
| --------- | ---- | --------------------- | ------------------ | ------- | ----------- |
| 1         | 5    | Ilya Kharun           | Kanada             | 1.48,24 | 0=MR0, 0AR0 |
| 2         | 4    | Alberto Razzetti      | Italien            | 1.48,64 | 0ER0        |
| 3         | 3    | Krzysztof Chmielewski | Polen              | 1.49,26 | 0NR0        |
| 4         | 7    | Andrej Minakov        | Neutral Athletes B | 1.50,39 |             |
| 5         | 2    | Trenton Julian        | USA                | 1.50,51 |             |
| 6         | 6    | Kregor Zirk           | Estland            | 1.50,72 |             |
| 7         | 1    | Nicolas Albiero       | Brasilien          | 1.50,97 |             |
| 8         | 8    | Richárd Márton        | Ungern             | 1.51,48 |             |